# Teodoro dos Santos
José Teodoro dos Santos (1906–1971) também conhecido como Teodoro das Malas foi um capitalista português que iniciou a sua carreira a vender malas em Lisboa.
Homem de negócios, enriqueceu e adquiriu em 1958, através da empresa Estoril Sol, a concessão de exploração do Casino Estoril, que pertencia até aí, ao também capitalista Fausto de Figueiredo.
José Teodoro dos Santos era natural de Casais do Chão aldeia da freguesia de Serro Ventoso do concelho de Porto de Mós, onde financiou a construção da capela local nos anos 40 e contribuiu para a construção e função da associação local